# CNN+ (servicio de streaming)
CNN+ fue un servicio de transmisión por suscripción de corta duración y un canal de noticias en línea propiedad de la división CNN de WarnerMedia News & Sports. Se anunció el 19 de julio de 2021 y se lanzó el 29 de marzo de 2022. Poco después de su lanzamiento, CNN+ cerró el 28 de abril de 2022. Fue diseñado como una rama del canal de televisión CNN, con una programación diaria de noticias en vivo, así como series originales y documentales extraídos de la biblioteca del canal, y una "comunidad interactiva".
La mayor parte de su programación fue presentada por personalidades existentes de CNN, mientras que CNN también contrató al periodista de Fox News, Chris Wallace para presentar un programa de entrevistas para el servicio.
El lanzamiento de CNN+ se produjo en medio de la fusión de WarnerMedia con Discovery Inc. para formar Warner Bros. Discovery (WBD), que se completó a principios de abril. En su lanzamiento, CNN+ recibió críticas mixtas, mientras que se informó que menos de 10,000 personas usaban CNN+ a diario. El 21 de abril de 2022, el nuevo jefe de CNN, Chris Licht, y el jefe de transmisión de WBD, J.B. Perrette, anunciaron que CNN+ se suspendería a partir del 28 de abril de 2022 (solo 30 días después de su lanzamiento original), citando que el servicio era incompatible con el objetivo de la compañía de tener un servicio de transmisión que abarque todas las propiedades de WBD.
HBO Max y la principal cadena CNN recogieron programas originales seleccionados de CNN+. Después de haber sido eliminado de HBO Max antes del lanzamiento de CNN+, la biblioteca de programas factuales de CNN se trasladó a Discovery+ más tarde ese año. Tras el relanzamiento de HBO Max como Max en 2023, CNN anunció que intentaría otro servicio de noticias en streaming, CNN Max, que se lanzará en Max a finales de septiembre de 2023.

## Historia y desarrollo
El 19 de julio de 2021, CNN anunció que ofrecería un nuevo servicio de transmisión las 24 horas del día, que se lanzará en el primer trimestre de 2022. El plan era que el servicio proporcionara de ocho a 12 horas de programación en vivo al día, complementada con series originales creadas solo para el servicio y otras seleccionadas de los archivos de la cadena, así como una "comunidad interactiva" que permitiera a los espectadores interactuar con el talento en el aire. El servicio fue descrito por el jefe de CNN, Jeff Zucker, como "la evolución de las noticias en video y el comienzo de una nueva era para la compañía", mientras que el jefe del servicio, Andrew Morse, lo describió como el "lanzamiento más importante" para CNN desde su fundación en 1980.
La ex corresponsal de NBC News, Kasie Hunt fue una de las primeras personalidades confirmadas para unirse al servicio; The Source with Kasie Hunt fue anunciado como el título de su programa de noticias. El 12 de diciembre de 2021, la cadena anunció que Scott Galloway, profesor de la Universidad de Nueva York, se unió a CNN+ como colaborador de su programación original en vivo. Además, Chris Wallace anunció que se uniría a CNN+ después de pasar 18 años en Fox News, además de servir como presentador de Fox News Sunday.
A lo largo del mes de enero de 2022, varios presentadores de noticias por cable de CNN, incluidos Kate Bolduan, Wolf Blitzer, Jake Tapper y Fareed Zakaria, y el expresentador de NPR Audie Cornish se unieron a CNN+ para presentar programas de programación originales en el servicio de transmisión. Ese mismo mes, CNN+ anunció la contratación de talentos adicionales, incluidos Rex Chapman y Alison Roman, que se habían unido al servicio de transmisión.

### Detalles de anuncios
El 11 de marzo de 2022, CNN anunció que CNN+ se lanzaría el 29 de marzo del mismo año.

### Lanzamiento
La partida sorpresa de Jeff Zucker en febrero de 2022 interrumpió la visión a largo plazo de CNN+ antes de su lanzamiento. “No he recibido una revisión comercial sobre lo que será CNN+ y cómo se ofrecerá”, dijo David Zaslav , director ejecutivo de Discovery, Inc., antes de que se cerrara la fusión con Warner Bros. Discovery.
CNN+ se lanzó el 29 de marzo de 2022. Los suscriptores que se unieron en el primer mes pagaron $ 2.99 por mes, aproximadamente un 50% de descuento del precio regular y su tarifa promocional seguirá siendo válida durante la duración de su suscripción. Más de 100.000 suscriptores se unieron en su primera semana. El servicio estuvo disponible en dispositivos Roku el 11 de abril.
Axios informó que CNN gastó $ 300 millones para lanzar el servicio de transmisión.

## Recepción
CNN+ se lanzó con críticas mixtas. Vulture, en su reseña generalmente desfavorable, escribió que "si bien es demasiado pronto para llegar a un juicio definitivo, CNN+ en su fase formativa se siente un poco como el Quibi de la transmisión de noticias: se ha gastado mucho dinero, las grandes estrellas están a bordo, pero es es difícil averiguar qué se supone que es el servicio y por qué una gran cantidad de personas querrán pagar por él". El crítico señaló con desaprobación que CNN+, a pesar de su tarifa de suscripción independiente, no incluye ningún contenido de CNN, ya sea en vivo o bajo demanda. El Diario de noticias dijo que el crítico de medios Verne Gay le dio a CNN+ una reseña de dos estrellas (de cuatro), elogiando muchos de sus programas y la falta de interrupciones comerciales mientras se preguntaba sobre el mítico "espectador unicornio que no tiene tiempo para comer o dormir" con el tiempo y atención para ver su contenido. PC Magazine otorgó a CNN+ una calificación de 4.0 sobre 5, elogiando su programación y su falta de anuncios mientras criticaba su falta de programación en vivo de CNN (sin una suscripción de cable paga) y su falta de descargas de contenido móvil. National Review fue muy negativa sobre CNN+ antes de su lanzamiento, considerándolo un vertedero de contenido que "no era lo suficientemente bueno para ejecutarse en CNN".
Los ejecutivos de CNN originalmente esperaban tener 2 millones de suscriptores en el primer año de CNN+ y entre 15 y 18 millones después de cuatro años. CNN estimó originalmente que invertiría mil millones de dólares en CNN+ durante sus primeros cuatro años, pero después de un comienzo lento, Axios informó que "se espera que se recorten cientos de millones de dólares" de esa inversión.
El 12 de abril, dos semanas después de su lanzamiento, CNBC informó que menos de 10 000 personas usaban CNN+ diariamente. Con la fusión de Warner Bros. Discovery completada cuatro días antes, CNBC sugirió que la programación de CNN+ podría estar disponible como parte de una oferta más amplia con HBO Max y Discovery+, cada uno de los cuales tiene millones de suscriptores.La gran parte de la programación original de CNN en HBO Max se eliminó antes del lanzamiento de CNN+.

### Cierre
El 21 de abril de 2022, CNN anunció que CNN+ dejaría de operar el 30 de abril. Andrew Morse, quien dirigía las propiedades digitales de CNN, también dejaría la compañía. El nuevo jefe de CNN, Chris Licht, y el jefe de streaming y entretenimiento interactivo de Discovery, J.B. Perrette, describieron el servicio como incompatible con el objetivo de la compañía de formar un único servicio de streaming que cubra todas sus propiedades. Se esperaba que parte de la programación original de CNN+ migrara a un servicio de transmisión combinado que albergara el contenido de Warner Bros. Discovery o el canal de televisión por cable lineal CNN. Licht declaró que los empleados del servicio "continuarían recibiendo pagos y beneficios durante los próximos 90 días para explorar oportunidades en CNN, CNN Digital y otros lugares de la familia Warner Bros. Discovery" y que los empleados salientes de CNN+ recibirían al menos seis meses de indemnización dependiendo de su antigüedad en el servicio. Todos los suscriptores de CNN+ recibirían un reembolso prorrateado. El 27 de abril, el cierre se adelantó al día siguiente y la página de inicio se redirigió a una sección de ayuda sobre el paradero del servicio. CNN+ fue el servicio de menor duración bajo el paraguas de Warner Bros. Discovery/Turner Broadcasting, rompiendo el récord anterior establecido por el Cable Music Channel, que duró 35 días entre el 26 de octubre y el 30 de noviembre de 1984.
Durante los upfronts de Warner Bros. Discovery, se anunció que Who's Talking to Chris Wallace? y la docuserie Eva Longoria: Searching for Mexico, que se anunciaron para el servicio en diciembre de 2021, serían recogidas por el canal principal de CNN, y la primera también estrenaría episodios en HBO Max. El 4 de agosto de 2022, se anunció que se agregaría a Discovery+ un "centro" con series y documentales originales de CNN.
En agosto de 2023, CNN anunció posteriormente que lanzaría un nuevo canal de noticias en streaming en Max conocido como CNN Max el 27 de septiembre, que contará con una mezcla de programación original de noticias en vivo y transmisiones simultáneas de programas de CNN en horario estelar.

## Precios
El 3 de marzo de 2022, CNN anunció que el precio de CNN+ comenzó en $5,99 al mes o $59,99 al año; los nuevos usuarios que se registren en las primeras cuatro semanas directamente con la red recibirán un 50% de descuento en su plan de por vida. Los suscriptores que recibían CNN (que anteriormente incluía CNNgo) seguirían recibiendo transmisiones en vivo de sus canales lineales, junto con contenido a pedido.

## Programación original
- El noticiero con Wolf Blitzer[41]
- Cinco cosas, presentado por Kate Bolduan[42]
- Rex Chapman[43]
- Orientación de los padres, presentado por Anderson Cooper[44]
- Círculo completo de Anderson Cooper
- 20 preguntas con Audie Cornish[45]
- El show de Don Lemon[46]
- Scott Galloway[47]
- Boss Files, presentado por Poppy Harlow[48]
- La fuente con Kasie Hunt''[49][50]
- Eva Longoria: Buscando México
- El panorama general, presentado por Sara Sidner[42]
- Alison Roman[51]
- El club de lectura de Jake Tapper[52]
- ¿Quién habla con Chris Wallace?[53][50]
- Puntos críticos con Fareed Zakaria[54]
- Cari y Jemele: Habla fácil. con Cari Champion y Jemele Hill[55]

### CNN+ Live, programación diaria y semanal
El 24 de marzo de 2022, CNN anunció el horario en vivo, diario y semanal y la programación original que estaría disponible cuando se lanzara CNN+ el 29 de marzo del mismo año.

#### Horario de lunes a viernes en vivo
- 7:00 AM ET: 5 cosas con Kate Bolduan
- 8:00 a. m., hora del este: Ir allí
- 9:00 a. m., hora del este: Panorama general con Sara Sidner
- 11:00 a. m., hora del este: Fuentes confiables diariamente
- 4:00 p. m. ET: La fuente con Kasie Hunt
- 5:00 p. m., hora del este: The Global Brief con Bianca Nobilo (transmisión simultánea con CNN International; el único programa de este tipo transmitido simultáneamente con una red lineal de CNN)
- 6:00 p. m. ET: ¿Quién habla con Chris Wallace? (lunes-jueves)
- 7:30 p. m. ET: El noticiero con Wolf Blitzer

#### Programación semanal
- Anderson Cooper Full Circle (martes y sábados)
- Boss Files con Poppy Harlow (lunes)
- Club de lectura de Jake Tapper (domingos)
- Orientación de los padres con Anderson Cooper (miércoles)
- Sin piedad, sin malicia con Scott Galloway (martes)
- The Don Lemon Show (viernes) (abril de 2022)
- Rex Chapman (lunes) (abril de 2022)
- 20 preguntas con Audie Cornish (mayo de 2022)
- Cari y Jemele: Habla fácil. (mayo de 2022)

#### Horario diario
- Informe especial de CNN+ (cobertura de noticias de última hora)
- Club de entrevistas (los suscriptores de CNN+ hacen preguntas a expertos en entrevistas en vivo)

### Serie original de CNN+
- Tierra de gigantes: Titanes de la tecnología (jueves)
- Los Murdoch: imperio de la influencia
- The Wonder List con Bill Weir (temporada 4, estreno el 21 de abril)

### CNN+ FLASHDocs
Nueva unidad documental que explora historias actuales y actuales de la cultura pop.
- Chicago contra Jussie Smollett